# Come sei bella (album Pupo)
Come sei bella è il primo album del cantante Enzo Ghinazzi, in arte Pupo, pubblicato nel 1976 dall'etichetta discografica Baby Records.

## Tracce
Lato A
1. Come sei bella
2. Ma cosa è stato
3. Io
4. La compagnia
5. La nostra avventura

Lato B
1. Ma ci vorremo bene
2. Ti scriverò
3. Noi adesso
4. Ritornerà l'estate
5. Dolce bambina